# Tamsyn Lewisová
Tamsyn Carolyn Lewisová, provdaná Tamsyn Manouová (* 20. července 1978 Melbourne) je australská atletka, běžkyně. Její hlavní disciplínou je zejména běh na 800 metrů. Na této trati vybojovala v roce 2008 ve Valencii titul halové mistryně světa.

## Osobní život
Její rodiče se rovněž věnovali atletice. Matka Carolyn je šestinásobnou mistryní své země ve skoku do výšky. Otec Greg reprezentoval na Letních olympijských hrách 1968 v Ciudad de México v běhu na 200 metrů. V květnu roku 2011 se provdala za australského hráče kriketu Grahama Manoua.